# Hoplostethus melanopeza
Hoplostethus melanopeza is een straalvinnige vissensoort uit de familie van de zaagbuikvissen (Trachichthyidae). De wetenschappelijke naam van de soort is voor het eerst geldig gepubliceerd in 2012 door Roberts & Gomon.